# Nicolas Gritsenko
Ne doit pas être confondu avec Nikolaï Gritsenko.
Nicolas Gritsenko, ou Nikolaï Nikolaevitch Gritsenko (en russe : Николай Николаевич Гриценко), né le 20 mai 1856 à Novokouznetsk et mort le 21 décembre 1900 à Gorbio, est un peintre russe.

## Biographie
Nicolas Gritsenko est le fils de Nicolas Gritsenko et d'Anna Semenoff.
Élève de Lev Lagorio, puis en France d'Alexeï Bogolioubov et Fernand Cormon, il est peintre de marine et expose au Salon de 1888 jusqu'en 1900. Il est récompensé d'une médaille de bronze et d'une mention honorable à l'Exposition universelle de 1889,.
En 1894, il épouse la pianiste Luba Pavlovna Tretiakova (1870-1928), fille du mécène et collectionneur d'art Pavel Tretiakov.
Il est élevé au rang de Chevalier de la Légion d'honneur en 1900.
Atteint d'une affection de poitrine depuis des années, il meurt à Gorbio à l'âge de 44 ans. Il est inhumé dans le cimetière russe de Menton.
Devenue veuve, Luba Tretiakoff met au monde en avril 1901 leur fille qu'elle prénomme Marine (1901-1971) et épouse, en 1903 en secondes noces, le peintre Léon Bakst.

## Œuvres exposées aux Salons parisiens
- Sur un quai du Havre, Salon de 1888
- Bateau, Salon de 1890
- Marine, Salon de 1890
- Vue du temple Teppa-Kulam ; Madura, Salon de 1891
- "Tréport-Mers", Salon de 1892
- La plage de Katwich (Hollande), Salon de 1893
- La rue de Paris au Havre, Salon de 1893
- Vue du Tréport, Salon de 1894
- "L’Entreprenante", à Toulon, Salon de 1895
- Le Palais de Longchamps, à Marseille, Salon de 1896
- Promenade furieuse, Salon de 1897
- Vue de Moscou, prise de la Tour d'Ivane Weleki, Salon de 1897
- Arrivée de M. le Président Félix Faure ; Cronstadt, petite rade (23 août 1897), Salon de 1898, aquarelle
- Entrée de l'escadre française ; Cronstadt, grande rade (23 août 1897), Salon de 1898, aquarelle
- Entrée de l'escadre française à Cronstadt (23 août 1897), Salon de 1898
- Escadre française (23 août 1897, 8 heures du matin), Salon de 1898
- Les falaises près de l'emplacement du Temple de Diane Tawropole (Russie, Crimée), Salon de 1899, aquarelles
- Les falaises près de l'emplacement du Temple de Diane Tawropole ; cap Parthénium (Russie), Salon de 1899
- Quelques vues à Sébastopol, Salon de 1899
- "Chez nous, à la campagne" ; Moscou, Salon de 1900

## Distinctions
- Chevalier de la Légion d'honneur
- Ordre de Sainte-Anne de 3e classe
- Ordre du Trésor sacré de 4e classe
- Ordre de la Couronne de Thaïlande de 4e classe